# Furstentum
Der Furstentum ist eine Weinlage im Elsass. Seit dem 17. Dezember 1992 ist die Lage Furstentum Teil der Alsace Grand Cru Appellation und gehört damit zu den 51 potentiell besten Lagen des Elsass. Insgesamt wurden 30,50 Hektar Rebfläche zugelassen. Die Elsässer Weinstraße führt von Bennwihr kommend links am Furstentum entlang. Kurz vorher berührte die Route die Lagen Mandelberg, Marckrain und Mambourg.

## Lage
Die Lage befindet sich auf dem Gebiet der Gemeinden Kientzheim und Sigolsheim, nur ca. 7 km nordwestlich von Colmar entfernt und erstreckt sich zwischen den Lagen Schlossberg und Mambourg. Das Gebiet befindet sich in einer Hügelzone, die den Vogesen vorgelagert ist und vom Reiswaeldi zum Fluss Weiss abfällt. Der Furstentum liegt in südlich bis südwestlicher Exposition auf einer Höhe von 295 bis 400 m ü. NN. Durch die Hanglage wird die Gefahr von Frostschäden nach dem Austrieb der Reben im Frühjahr minimiert, weil in den Nächten entstehende Kaltluft nicht über den Weinbergen liegen bleibt, sondern zur Ebene hin abgleiten kann. Die Vogesen im Westen bewahren das in seinem Lee gelegene Weinbaugebiet bei Südwest- oder Westwetterlagen vor zu viel Niederschlag. Daraus resultiert eine für die nördliche Lage überdurchschnittlich lange Sonnenscheindauer. Ab Ende August sorgen kühlere Luftmassen aus dem Tal der Weiss für eine langsamere Reifung sowie eine bessere Trocknung der Lage und sorgen damit für eine bessere Ausbildung der Aromen in den Beeren.
Der Boden der Lage besteht überwiegend aus verwittertem Sandstein des braunen Juras sowie Mergel.

## Rebsorten
Die Lage und die Bodenqualität begünstigen den Anbau von Gewürztraminer und Pinot Gris. Prinzipiell dürfen auch die Rebsorten Riesling sowie Muscat d’Alsace (also Muskat-Ottonel oder Muscat blanc à petits grains) angepflanzt werden. 

## Geschichte
Bereits 1330 wurde der Furstenberg im Bestandsverzeichnis für Weine des Fürstbistums Basel erwähnt.